# Passo di Sico
Il passo di Sico (Paso de Sico in spagnolo) è un valico andino internazionale che separa l'Argentina dal Cile posto ad un'altitudine di 4.080 m s.l.m..

## Storia
L'apertura dal passo, ratificata nel 1989 dai governi di Argentina e Cile, fu realizzata nel 1996.
Nel 2018 fu ultimata la pavimentazione sul versante cileno tra Socaire e il passo.